# Stachelauster
Die Stachelauster (Spondylus gaederopus), auch Lazarusklapper oder Eselshuf genannt, ist eine essbare, zu den Stachelaustern gehörende Muschelart, die im Schwarzen Meer, im Mittelmeer und im unmittelbar angrenzenden Atlantik vorkommt.

## Merkmale
Das ungleichklappige Gehäuse ist im Umriss rundlich und wird 60 bis 125 mm lang bzw. hoch. Es ist mit der rechten Klappe an einen Festgrund anzementiert. Die rechte untere Klappe ist bauchiger als die flache linke obere Klappe. Die Ohren sind klein, stumpfwinklig. Das Schloss hat auf beiden Klappen zwei etwa gleich große Zähne, die in Gruben in der anderen Klappe passen (isodontes Schloss). Das Ligament sitzt in einer Grube zwischen den Zähnen. Es ist nur ein einzelner, großer Schließmuskel vorhanden. Der Innenrand ist gezähnelt.
Die violett-rötliche Schale ist kräftig und dick. Die Außenseite besitzt radiale Rippen, die mit unregelmäßig angeordneten, kurzen, flachen Stacheln besetzt sind. Sie kreuzen sich mit schwachen randparallelen Elementen, Anwachsstreifen oder etwas kräftigeren Wülsten. Die Innenseite beider Klappen ist weiß, die linke obere Klappe besitzt zusätzlich einen roten Rand.
Rechte und linke Klappe des gleichen Tieres:

Rechte Klappe
Linke Klappe

## Geographische Verbreitung, Lebensraum und Lebensweise

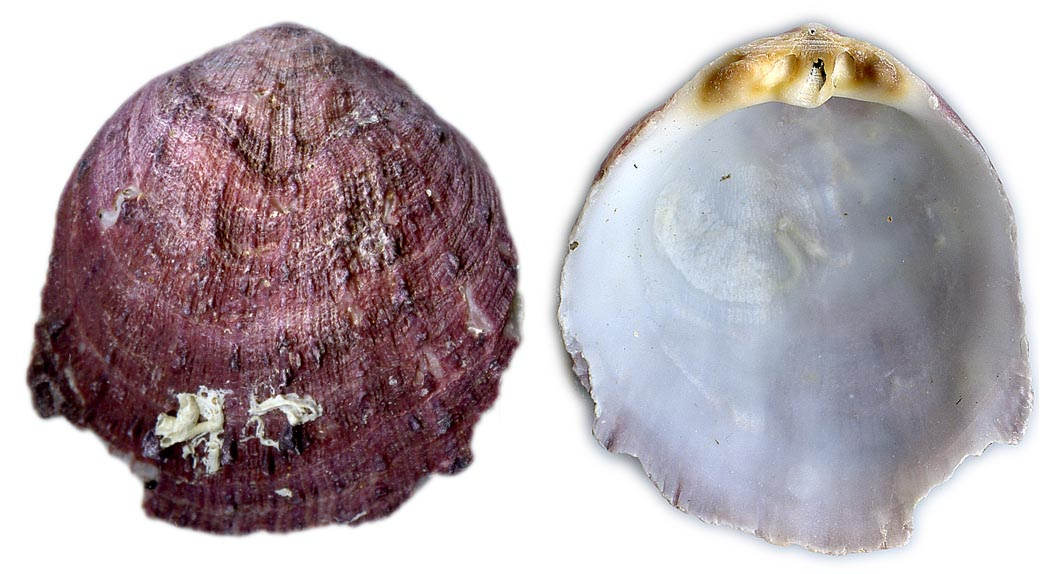
Stachelauster (Spondylus gaederopus) mit gering ausgeprägten Stacheln aus dem westlichen Mittelmeer

Das Verbreitungsgebiet der Art beschränkt sich auf das Schwarze Meer, das Mittelmeer und Südportugal und Nordmarokko. Südlich schließt sich das Verbreitungsgebiet der nahe verwandten Art Spondylus senegalensis an. Auch die Vorkommen auf Madeira, den Kanarischen Inseln und den Azoren sind letzterer Art zuzuweisen.
Die Stachelauster lebt vom Flachwasser bis in etwa 50 m Tiefe auf Felsboden; die rechte Klappe ist am Hartgrund festzementiert. Die Kolonien der früher sehr häufigen Art brachen zu Beginn der 1980er Jahre aus unbekannten Gründen ein.

## Verwendung und Bedeutung in der Archäologie
Eine Schale von Spondylus gaederopus wurde in der Cueva de los Aviones, einer Kalksteinhöhle am Rande von Cartagena in Spanien gefunden. Auf der Innenseite ihrer rund 50.000 Jahre alten Schale befand sich Hämatit, was – zusammen mit weiteren Pigmentfunden in dieser Höhle – als erster in Europa entdeckter Beleg für farbigen Schmuck beim Neandertaler interpretiert wurde. In der Jungsteinzeit wurden die Schalen der Stachelauster zu Schmuckstücken verarbeitet und über große Entfernungen gehandelt. Teilweise wurde die These vertreten, es seien vor allem fossile Spondylen verarbeitet worden. Die Analyse der Strontium-Isotope deutet jedoch auf Verwendung rezenter Muscheln. Um ihre Herkunft zu bestimmen, wurden schon sehr früh Sauerstoff-Isotope untersucht, die auf das Schwarze Meer hindeuten, was auch der Häufigkeitsverteilung der archäologischen Funde entspricht. Die Funde werden von Alexander Binsteiner auch als Hinweise auf die Überflutung des Schwarzen Meeres angesehen.
Schmuckstücke aus Spondylus finden sich in der:
- Linearbandkeramischen Kultur
- Rössener Kultur
- Mährisch-bemalten Keramik (MBK)
- Vinča-Kultur
- Theiß-Kultur
- Bodrogkeresztur-Kultur
- Gumelniţa-Kultur
- KGK VI

In der Bandkeramik stellte man aus Spondylus Armringe, Gürtelschnallen, Perlen und Anhänger her. Sie finden sich vor allem in Gräberfeldern der ältesten und älteren LBK, hier sind Vedřovice in Mähren und Aiterhofen/Ödmühle in Bayern zu nennen.

### Griechenland
In Griechenland sind Spondylus-Schmuckstücke seit dem Mittelneolithikum, verstärkt aus dem Spätneolithikum bekannt. Werkstätten, in denen Spondylusschalen verarbeitet wurden, sind aus Dimini in Griechenland bekannt.
Fundorte:
- Dispilio (Nomos Kastoria)
- Alepotrypa Mani-Höhle
- Franchthi, Argolis
- Knossos (Kreta)[8]

## Taxonomie
Das Taxon wurde 1758 von Carl von Linné in der heutigen Kombination Spondylus gaederopus eingeführt. Es ist die Typusart der Gattung Spondylus Linnaeus, 1758.

## Belege